# تقرن الجريبات الشعرية
التقرن الشعري أو تقرن الجريبات الشعرية (بالإنجليزية: Keratosis pilaris) أو أيضا جلد الدجاجة،  هي حالة جلدية شائعة، تحدث لبصيلات الشعر الموجودة على الجلد، تتمثل بتراكم بروتين الكيراتين على جريب الشعرة (يُعرف بـ تقرن بصيلات الشعر)، الشئ الذي يعطي للجلد ملمسا خشنا شبيها بجلد الدجاج بسبب البثور الحمراء الصغيرة الملتهبة.
تظهر هذه الحالة الجلدية في الغالب على مناطق خاصة من الجسم، تشمل الظهر والجوانب الخارجية للجزء العلوي من الذراع (على الرغم من أن الساعد يمكن أن يتأثر أيضا) والوجه والفخذين والأرداف،  كما يمكن للتقرن الشعري إصابة كل من اليدين أو أعلى الساقين أو أي جزء من الجسم باستثناء المناطق التي تتوفر على جلد أجرد (مثل راحة اليدين أو باطن القدمين). يظهر التقرن الشعري في الغالب على الوجه، لكنه قد يتم تشخيصه بطريقة خاطئة؛ فيتم الخلط بينه وبين حب الشباب.

## العلامات والأعراض
ينتج التقرن الشعري نتوءات صغيرة على جلد المريض ما يجعل جلده شبيها بجلد الدجاجة أو ورق الصنفرة الخام إلى حد ما. تأخذ هذه النتوءات أو الحبوب لون الجلد وحجما يقارب حجم حبة رمل، يكون كثير منها محاط بلون وردي فاتح في البشرة الفاتحة اللون وببقع داكنة في البشرة الداكنة. معظم المصابين بالتقرن الشعري لا يعانون من أعراض خطيرة، ولكن النتوءات في الجلد يمكن أن تسبب الحكة في بعض الأحيان. بالرغم من كون الأشخاص المصابين بالتقرن الشعري يعانون منه على مدار العام، إلا أن   المشكلة يمكنها أن تتفاقم أكثر ومن المحتمل أن تبرز هذه التقرنات بشكل أكثر وضوحا من حيث اللون والملمس خلال الأشهر الباردة عندما تكون مستويات الرطوبة في الهواء أقل. بالنسبة للنساء فقد تزداد هذه الأعراض سوءا أثناء الحمل أو بعد الولادة. في المقابل هناك تكهن يزعم أن زيادة التعرض لأشعة الشمس يمكنه التخفيف من الأعراض.

## فيسيولوجيا المرض
يحدث التقرن الشعري عند البشر عندما ينتج الجسم كميات زائدة من بروتين الجلد الكيراتين، مما يؤدي إلى تشكل حطاطة ليفية صغيرة مرتفعة على الجلد تكون محاطة في الغالب باحمرار. تعرف هذه الظاهرة باسم فرط تشكل الكيراتين (بالإنجليزية: hyperkeratinization). يأخذ هذا الكيراتين الزائد لون البشرة الطبيعي، مشكلا تقرنات تحتوي العديد منها على شعر ناشب. ينتج هذا الأخير  كنتيجة لتراكم الكيراتين على بصيلات الشعر، ما يدفع بالشعر إلى النمو داخل الجراب ويمنعه من الخروج. التقرن الشعري هو أكثر شيوعا لدى المرضى الذين يعانون من الأمراض الاستشرائية مثل التهاب الأنف التحسسي والتهاب الجلد التأتبي.

## التشخيص
يمكن للأطباء في كثير من الأحيان تشخيص التقرن الشعري عن طريق فحص بسيط للجلد. الاختبارات ليست ضرورية في العادة. مع ذلك، يمكن لطبيب الأمراض الجلدية استخدام منظار الجلد (الديرموسكوب) للتأكد من التشخيص وتقييم ما إذا كان الشخص الذي يعاني من التقرن الشعري يستجيب للعلاج. في الغالب أول ما يفكر فيه الأطباء عند إجراء التشخيص هو سؤال المريض عن تاريخ عائلة حول وجود أعراض نفسها عندهم. في العادة يجب تشجيع الأشخاص الذين يعانون من هذه الحالة على الاتصال بالطبيب، خاصة إذا كانت التقرنات مزعجة ولا تتحسن باستخدام المستحضرات المضاد.

### التصنيف
هناك عدة أنواع مختلفة من حالات التقرن الشعري، بما فيها التقرن الشعري الأحمر (حطاطات ملتهبة حمراء يمكن أن تصيب الأذرع والرأس والساقين)،  التقرن الشعري الأبيض (تكتل جلدي خشن بدون تهيج)،  بالإضافة إلى اضطرابات أخرى ذات صلة. يوصف التقرن الشعري عادة مع حالات الجلد الجاف الأخرى، مثل السماك الشائع، وجفاف الجلد والتهاب الجلد التأتبي، بما في ذلك الربو والحساسية.
لا يحمل التقرن الشعري أي آثار صحية معروفة على المدى الطويل، كما أنه لا يرتبط بزيادة معدل الإماتة أو المراضة. باستثناء أن التقرن الشعري والقشعريرة (التي تنتج عن تقلصات للعضلات) على حد سواء يحدثان في الجسم على مستوى المنطقة التي يخرج منها الشعر من الجلد، فإنه لا توجد بتاتاً أي علاقة بينهما.

## التأثير
يؤثر التقرن الشعري على حوالي 30 إلى 50 في المائة من السكان البالغين وحوالي 50 إلى  80 في المائة من المراهقين من جميع أنحاء العالم. وهو أكثر شيوعا لدى النساء مقارنة بالرجال، وغالبا ما يعاني منه حتى الأفراد الأصحاء. حالة الجلد السائدة هي نفسها عند كل الأشخاص من جميع الأعراق. لا يوجد عرق معين معرض بشكل أكبر لخطر الإصابة بالتقرن الشعري. على الرغم من إمكانية ظهور التقرن الشعري عند الأشخاص من جميع الأعمار، فإنه يظهر عادة خلال العقد الأول من حياة الأفراد وهو أكثر شيوعا عند الأطفال الصغار. في معظم الحالات، تتحسن حالة المصابين تدريجيا قبل سن الثلاثين، ومع ذلك يمكن أن تستمر الحالة لفترة أطول.

## العلاج
من الناحية الطبية التقرن الشعري بصفة عامة هو غير ضار،  ولكن العديد من الأفراد المصابين قد يلجؤون لعلاج التقرن الشعري، نتيجة لتسببه بالنسبة لهم في ضائقة عاطفية. الكريمات والمستحضرات الموضعية هي العلاج الأكثر شيوعا حاليا للتقرن الشعري، خاصة تلك التي تتكون من علاجات ترطيب أو تقشير الجلد، بما في ذلك اليوريا أو حمض اللبنيك أو حمض الجليكوليك أو حمض الساليسيليك أو فيتامين دي أو الرتينوئيدات الموضعية مثل التريتينوين. كما ويمكن أيضا وفي حالات أخرى استخدام الكريمات التي تحتوي على الكورتيكوستيرويد في علاج التقرن الشعري. تستغرق عملية تحسين الجلد في الغالب شهور، في المقابل تبقى دائما إمكانية عودة التقرنات ورادة. الحد من وقت الاستحمام واستخدام التقشير اللطيف لفصل المسام يمكن أن يساعد في عملية العلاج. بالإضافة إلى هذه العلاجات فقد تم علاج بعض حالات التقرن الشعري الحاد بنجاح باستخدام العلاج بالليزر، حيث يقوم مبدأ عمل هذه التقنية على تمرير اندفاعات كثيفة من الضوء إلى مناطق مستهدفة من الجلد. يخضع المريض في هذه الحالة  لجلسات علاج منتظمة على مدار بضعة أشهر اعتمادا على طريقة استجابة الجسم للعلاج.